# Штрандманы
Штрандман (нем. Strandmann) — дворянский род ливонского происхождения.

## Происхождение и история рода
Линия рода прослеживается из Риги с Давида Штрандмана (1630—1693) внук которого был Густав (фон) Штрандманн (1704 −1778) офицер в Российской империи
В следующем поколении семья разделилась на старшую линию, основанную Густавом Эрнстом фон Штрандманном (1742—1803) — генералом, командующим войсками на Сибирских линиях, и младшую линию, основанную Отто Магнусом фон Штрандманном (1746—1827) владельцем поместий в лифляндской и эстляндской губерниях.
Род Штрандманов внесен в Лифляндский (1750 г.) и Эстляндский (1827 г.) матрикулы.

## Известные представители
- Штрандман, Отто Густавович (1746—1827) — русский генерал от инфантерии.
  - Штрандман, Магнус Оттонович (1784—1842) — русский археолог, дипломат и путешественник.
- Штрандман, Густав Густавович (1742—1803) — русский генерал от инфантерии, Сибирский губернатор, брат О. Г. Штрандмана.
  - Штрандман, Карл Густавович (1786—1855) — русский генерал от кавалерии.
    - Штрандман, Константин Карлович (1829—1913) — русский генерал от кавалерии.
    - Штрандман, Карл Карлович (1839—1891) — русский генерал-майор, участник Туркестанских походов.
    - Штрандман, Николай Карлович (1835—1900) — русский генерал-лейтенант, комендант Царскосельского дворца.
      - Штрандман, Василий Николаевич (1873—1963) — русский дипломат.
      - Штрандман, Николай Николаевич (1875—1963) — адъютант великого князя Андрея Владимировича, после 1917 года монах.

## Описание герба
На синем фоне на зеленой лужайке, по которой протекает узкий серебряный ручей, стоит дикий человек с дубовым на голове венком и дубовым же поясом, держащий правой рукой на плече булаву.
Щит увенчан коронованным шлемом. Нашлемник: синие распростёртые крылья с серебряной лилией между ними.